# PAST (Software)
PAST (PAleontological STatistics) ist ein freies Programmpaket für die statistische Datenanalyse mit einem Schwerpunkt für Anwendungen aus der Paläontologie.

## Entwicklung
Vorgänger von PAST war PALSTAT, das von den Paläontologen David Harper (Universität Kopenhagen) und Paul Ryan (National University of Ireland) zunächst für BBC Microcomputer und später für MS-DOS entwickelt worden war.  
Die Entwicklung von PAST begann 1999, das Entwicklerteam bestand aus Harper, Ryan sowie Øyvind Hammer (Universität Oslo), der bis heute als Maintainer fungiert. 

## Funktionen
PAST beinhaltet Funktionen zu den folgenden Bereichen 
- Datenmanagement
- Datenvisualisierung durch Grafiken
- Univariate und multivariate Analyseverfahren
- Lineare, nicht-lineare und weitere Modellierungen.
- geometrische Morphometrie.

Außerdem sind Funktionen zur Diversitätsberechnung, Zeitreihenanalyse, geostatistischen und stratigraphischen Analyse vorhanden. 

## Bedienung
Die Bedienung erfolgt grundsätzlich mausgesteuert. Zusätzlich ist eine Steuerung über Syntaxskripte möglich. Die dazu verwendete Skriptsprache ist an Pascal angelehnt.